# 반월당 동서프라임
반월당 동서프라임(영어: East-West Prime Banwoldang)은 대한민국 대구광역시 중구 남산동에 공사가 중단된 아파트다.

## 같이 보기
- 대구광역시의 마천루 목록